# دشت قورة
دشت‌ قورة هي قرية في مقاطعة نقدة، إيران. يقدر عدد سكانها بـ 528 نسمة بحسب إحصاء 2016.